# MOVE-II
MOVE-II (Munich Orbital Verification Experiment 2) ist ein Cubesat des Lehrstuhls für Raumfahrttechnik der TU München. Der Satellit wurde am 3. Dezember 2018 zusammen mit 63 weiteren Kleinsatelliten mit einer Falcon 9 von der Vandenberg Air Force Base in Kalifornien gestartet.